# 1997 في نيجيريا
فيما يلي قوائم الأحداث التي وقعت خلال عام 1997 في نيجيريا.

## ظهور
- 1 يناير – مجلة الصحة الانجابية الأفريقية مجلة.

## مواليد

### يناير
- 1 يناير – شيدوزي أوازيم لاعب كرة قدم نيجيري.
- 20 يناير – إفياني ماثيو لاعب كرة قدم نيجيري.
- 31 يناير – أرنو غروينيفيلد لاعب كرة قدم هولندي.

### فبراير
- 2 فبراير – عمر صادق لاعب كرة قدم إيطالي.
- 27 فبراير – أليكو بالا لاعب كرة قدم نيجيري.

### أبريل
- 19 أبريل – ازوبيكي اوكونشكو لاعب كرة قدم نيجيري.

### يونيو
- 5 يونيو – هنري أونيكورو لاعب كرة قدم نيجيري.
- 27 يونيو – أمينات يوسف جمال

### يوليو
- 9 يوليو – إيمان عيسى جاسم رياضية بحرينية.
- 15 يوليو – جوزيف مبونغ لاعب كرة قدم مالطي.

### أغسطس
- 12 أغسطس – تايوو أيونيي لاعب كرة قدم نيجيري.
- 17 أغسطس – عبدالله نورا
- 26 أغسطس – سامويل كالو لاعب كرة قدم نيجيري.

### أكتوبر
- 2 أكتوبر – شيديرة ايزه لاعب كرة قدم نيجيري.

### نوفمبر
- 15 نوفمبر – ايمانويل دنيس لاعب كرة قدم نيجيري.

## وفيات

### أغسطس
- 2 أغسطس – فيلا كوتي (مواليد 1938) موسيقي وناشط نيجيري.